# شاهدخت سرفراز
شاهدخت سرفراز (چکی: Pyšná princezna) یک فیلم کمدی چک است که در سال ۱۹۵۲ منتشر شد.

## بازیگران
- میلوش کوپتسکی
- آلنا ورانووا
- ترزیه برزکووا
- یاروسلاو سنیک
- ماریا سیکورووا
- اولدریخ دیدک